# Ла-Сар
Ла-Сар — город в регионе Абитиби — Темискаминг на северо-западе провинции Квебек, Канада.
Первые постоянные поселенцы появились на этой территории в 1912 году. Статус города Ла-Сар получил 17 августа 1949 года.
Воздушное сообщение обеспечивает аэропорт Ла-Сар.

## Демография
В последнее время наблюдается убыль населения.
- Население в 2006 году: 7336 человек
- Население в 2001 году: 7728 человек
- Население в 1996 году: 8345 человек
- Население в 1991 году: 8513 человек

98,3 % населения говорят на французском языке.